# Леонов, Василий Анатольевич
Васи́лий Анато́льевич Лео́нов (род. 1950, Станиловка Винницкая область) — российский фаготист, дирижёр, Заслуженный артист России (2000), доктор искусствоведения (1993), профессор (1996), многолетний солист Ростовского академического симфонического оркестра, концертирующий музыкант-исполнитель, автор трудов по теории и истории музыкально-исполнительского искусства.

## Биография
Родился в 1950 году на Украине, закончил Винницкое музыкальное училище им. Леонтовича (1969: класс Ткаченко и Дубнова), Одесскую консерваторию (1974: класс Карауловского) и аспирантуру Московской Государственной дважды ордена Ленина консерватории им. Чайковского (класс Терехина) . С 1979 года служил военным дирижёром  в пограничном гарнизоне Новороссийска.
В 1989 г. защитил диссертацию кандидата искусствоведения (научные руководители Р. П. Терёхин и Е. В. Назайкинский), с 1993 г. доктор искусствоведения (диссертация «Теоретические основы исполнительства на фаготе (системный анализ и методология исследования компонентов исполнительского процесса)»).
Профессор Ростовской государственной консерватории (академии) имени С. В. Рахманинова, член диссертационного Совета.

## Книги
Василий Леонов — автор книг «Целостный анализ звукоизвлечения и звукообразования при игре на фаготе», «Основы теории исполнительства и методики обучения игре на духовых инструментах» и «Ростов и Новочеркасск XIX века. Хроника музыкального исполнительства» (в соавторстве с И. Д. Палкиной), «Методика обучения игре на духовых инструментах»  (курс лекций; в соавторстве с И. Д. Палкиной); «История исполнительства на ударных инструментах» (в соавторстве с А.А. Рало, А.Н. Рало, Г.В. Соколовым) и др.

## Педагогическая работа
В числе учеников есть профессора, доценты, кандидаты искусствоведения, около 50 дипломантов  и лауреатов конкурсов различного уровня  в России, Белоруссии, Казахстане, на Украине, в Австрии, Германии, Италии, Сербии.

## Семья
Женат на Палкиной И.Д.
Один сын: Михаил (род. 3 апреля 1998)